# Skriptonit
Skriptonit (kaz. i ros. Скриптонит), właśc. Ädil Orałbjekuły Żäłjełow (kaz. Әділ Оралбекұлы Жәлелов, ros. Адиль Оралбекович Жалелов, Adił Orałbjekowicz Żałjełow; ur. 3 czerwca 1990 w Pawłodarze) – kazachski raper oraz producent muzyczny wykonujący swoje utwory w języku rosyjskim. Członek kazachskiego kolektywu Jillzay, do którego należą również: Jurik 104, Niman, Truwer, Six-O, Benz, Cheenah oraz Strong Symphony.
Skriptonit stał się szerzej znany po opublikowaniu teledysku do piosenki "VBVVCTND" w 2013 roku. W tamtym czasie zainteresowała się nim rosyjska wytwórnia płytowa Gazgolder. Dwa lata później, wytwórnia wypuściła pierwszy album rapera zatytułowany Дом с нормальными явлениями (trb. Dom s normalnymi jawlenijami; pol. „Dom ze zwykłymi zjawiskami”).

## Dyskografia

### Albumy studyjne
- Дом с нормальными явлениями (2015)[1]
- 718 Jungle (2016); razem z Jillzay[3]
- Праздник на улице 36 (2017)[4]
- Уроборос (2017)
- 2004 (2020)
- Свистки и бумажки (2021)

### Minialbumy
- Open Season (2017); razem z Jillzay[3]